# 80 (număr)
80 (optzeci) este numărul natural care urmează după 79 și îl precede pe 81.

## În matematică
- Este un număr harshad în baza 10.[1]
- Este un număr practic.[2][3]* Este un număr semiperfect, deoarece se obține prin însumarea unora dintre divizorii săi (de exemplu, 1, 4, 5, 10, 20 și 40).[4]
- Este un număr palindrom în bazele de numerație: 3 (22223), 6 (2126), 9 (889), 15 (5515), 19 (4419) și 39 (2239).
- Este un număr repdigit în bazele de numerație: 3, 9, 15, 19 and 39.
- Principiul Pareto (cunoscut de asemenea ca regula 80/20) prevede că, pentru multe evenimente, aproximativ 80% din efecte sunt produse de 20% din cauze.[5][6]
- Este un număr refactorabil, deoarece este divizibil cu 10, numărul său de divizori.[7]
- Este un număr rotund.[8][9]
- Este un număr Størmer.[10][11]

## În știință
- Este numărul atomic al mercurului.[12]

### În astronomie
- NGC 80 este o galaxie lenticulară în constelația Andromeda.
- Messier 80 este un roi globular din constelația Scorpionul.
- 80 Sappho, un asteroid din centura principală.

## Altele
- Numărul este utilizat în titlul cărții Ocolul Pământului în 80 de zile, de Jules Verne.
- Războiul de Optzeci de Ani sau Revolta Olandeză ori Revoluția Olandeză, (1568 – 1648) a fost un război între cele Șaptesprezece Provincii ale Țărilor de Jos și Imperiul (Habsburgic) Spaniol.